# Paesi Bassi ai Giochi olimpici
I Paesi Bassi hanno partecipato per la prima volta ai Giochi olimpici nel 1900.
Gli atleti olandesi hanno vinto un totale di 246 medaglie ai Giochi olimpici estivi, per lo più nel nuoto e nel ciclismo.  La nazione ha vinto anche 147 medaglie ai Giochi olimpici invernali, la maggior parte nel pattinaggio di velocità.
Prima delle Olimpiadi del 1992, il nome del paese era Hollande (in francese, lingua ufficiale del CIO) con il codice del paese "HOL". Dal 1992 in poi, hanno utilizzato "Nederland" e "NED", come abbreviazione dal nome olandese.
Il Comitato Olimpico dei Paesi Bassi fu creato e riconosciuto nel 1912.

## Medaglieri

### Medaglie ai giochi estivi
| Giochi                             | Oro                | Argento            | Bronzo             | Totale             |
| ---------------------------------- | ------------------ | ------------------ | ------------------ | ------------------ |
| 1900 Parigi                        | 0                  | 1                  | 3                  | 4                  |
| 1904 St. Louis                     | non ha partecipato | non ha partecipato | non ha partecipato | non ha partecipato |
| 1908 Londra                        | 0                  | 0                  | 2                  | 2                  |
| 1912 Stoccolma                     | 0                  | 0                  | 3                  | 3                  |
| 1920 Anversa                       | 4                  | 2                  | 5                  | 11                 |
| 1924 Parigi                        | 4                  | 1                  | 5                  | 10                 |
| 1928 Amsterdam (nazione ospitante) | 6                  | 9                  | 4                  | 19                 |
| 1932 Los Angeles                   | 2                  | 5                  | 0                  | 7                  |
| 1936 Berlino                       | 6                  | 4                  | 7                  | 17                 |
| 1948 Londra                        | 5                  | 2                  | 9                  | 16                 |
| 1952 Helsinki                      | 0                  | 5                  | 0                  | 5                  |
| 1956 Melbourne                     | non ha partecipato | non ha partecipato | non ha partecipato | non ha partecipato |
| 1960 Roma                          | 0                  | 1                  | 2                  | 3                  |
| 1964 Tokyo                         | 2                  | 4                  | 4                  | 10                 |
| 1968 Città del Messico             | 3                  | 3                  | 1                  | 7                  |
| 1972 Monaco                        | 3                  | 1                  | 1                  | 5                  |
| 1976 Montreal                      | 0                  | 2                  | 3                  | 5                  |
| 1980 Mosca                         | 0                  | 1                  | 2                  | 3                  |
| 1984 Los Angeles                   | 5                  | 2                  | 6                  | 13                 |
| 1988 Seoul                         | 2                  | 2                  | 5                  | 9                  |
| 1992 Barcellona                    | 2                  | 6                  | 7                  | 15                 |
| 1996 Atlanta                       | 4                  | 5                  | 10                 | 19                 |
| 2000 Sydney                        | 12                 | 9                  | 4                  | 25                 |
| 2004 Atene                         | 4                  | 9                  | 9                  | 22                 |
| 2008 Pechino                       | 7                  | 5                  | 4                  | 16                 |
| 2012 Londra                        | 6                  | 6                  | 8                  | 20                 |
| 2016 Rio                           | 8                  | 7                  | 4                  | 19                 |
| 2020 Tokyo                         | 10                 | 12                 | 14                 | 36                 |
| 2024 Parigi                        | 15                 | 7                  | 12                 | 34                 |
| Totale                             | 110                | 112                | 134                | 356                |

### Olimpiadi invernali
| Giochi                      | Oro                | Argento            | Bronzo             | Totale             |
| --------------------------- | ------------------ | ------------------ | ------------------ | ------------------ |
| 1924 Chamonix               | non ha partecipato | non ha partecipato | non ha partecipato | non ha partecipato |
| 1928 St. Moritz             | 0                  | 0                  | 0                  | 0                  |
| 1932 Lake Placid            | non ha partecipato | non ha partecipato | non ha partecipato | non ha partecipato |
| 1936 Garmisch-Partenkirchen | 0                  | 0                  | 0                  | 0                  |
| 1948 St. Moritz             | 0                  | 0                  | 0                  | 0                  |
| 1952 Oslo                   | 0                  | 3                  | 0                  | 3                  |
| 1956 Cortina d'Ampezzo      | 0                  | 0                  | 0                  | 0                  |
| 1960 Squaw Valley           | 0                  | 1                  | 1                  | 2                  |
| 1964 Innsbruck              | 1                  | 1                  | 0                  | 2                  |
| 1968 Grenoble               | 3                  | 3                  | 3                  | 9                  |
| 1972 Sapporo                | 4                  | 3                  | 2                  | 9                  |
| 1976 Innsbruck              | 1                  | 2                  | 3                  | 6                  |
| 1980 Lake Placid            | 1                  | 2                  | 1                  | 4                  |
| 1984 Sarajevo               | 0                  | 0                  | 0                  | 0                  |
| 1988 Calgary                | 3                  | 2                  | 2                  | 7                  |
| 1992 Albertville            | 1                  | 1                  | 2                  | 4                  |
| 1994 Lillehammer            | 0                  | 1                  | 3                  | 4                  |
| 1998 Nagano                 | 5                  | 4                  | 2                  | 11                 |
| 2002 Salt Lake City         | 3                  | 5                  | 0                  | 8                  |
| 2006 Torino                 | 3                  | 2                  | 4                  | 9                  |
| 2010 Vancouver              | 4                  | 1                  | 3                  | 8                  |
| 2014 Soči                   | 8                  | 7                  | 9                  | 24                 |
| 2018 Pyeongchang            | 8                  | 6                  | 6                  | 20                 |
| 2022 Pechino                | 8                  | 5                  | 4                  | 18                 |
| Totale                      | 53                 | 49                 | 45                 | 147                |

## Medaglie per disciplina

### Olimpiadi estive
Dati aggiornati al 2024.
| Sport             | Oro | Argento | Bronzo | Totale |
| ----------------- | --- | ------- | ------ | ------ |
| Ciclismo          | 26  | 25      | 17     | 68     |
| Nuoto             | 23  | 21      | 21     | 65     |
| Canottaggio       | 11  | 17      | 15     | 43     |
| Equitazione       | 10  | 13      | 5      | 28     |
| Vela              | 10  | 9       | 11     | 30     |
| Atletica leggera  | 10  | 8       | 12     | 30     |
| Hockey su prato   | 8   | 6       | 6      | 20     |
| Judo              | 4   | 2       | 18     | 24     |
| Ginnastica        | 3   | 0       | 0      | 3      |
| Pugilato          | 1   | 2       | 5      | 8      |
| Tiro con l'arco   | 1   | 1       | 1      | 3      |
| Pallavolo         | 1   | 1       | 0      | 2      |
| Pallanuoto        | 1   | 0       | 3      | 4      |
| Pallacanestro 3x3 | 1   | 0       | 0      | 1      |
| Canoa/Kayak       | 0   | 3       | 5      | 8      |
| Tiro a segno      | 0   | 1       | 1      | 2      |
| Tennis            | 0   | 1       | 1      | 2      |
| Badminton         | 0   | 1       | 0      | 1      |
| Tiro alla fune    | 0   | 1       | 0      | 1      |
| Scherma           | 0   | 0       | 5      | 5      |
| Calcio            | 0   | 0       | 3      | 3      |
| Sollevamento pesi | 0   | 0       | 3      | 3      |
| Nuoto artistico   | 0   | 0       | 1      | 1      |
| Beach volley      | 0   | 0       | 1      | 1      |
| Totale            | 110 | 112     | 134    | 356    |

### Olimpiadi invernali
| Sport                   | Oro | Argento | Bronzo | Totale |
| ----------------------- | --- | ------- | ------ | ------ |
| Pattinaggio di velocità | 42  | 40      | 39     | 121    |
| Short track             | 1   | 2       | 2      | 5      |
| Pattinaggio di figura   | 1   | 2       | 0      | 3      |
| Snowboard               | 1   | 0       | 0      | 1      |
| Skeleton                | 0   | 0       | 1      | 1      |
| Totale                  | 53  | 49      | 45     | 147    |